# Stromatopelma fumigatum
Stromatopelma fumigatum là một loài nhện trong họ Theraphosidae.
Loài này thuộc chi Stromatopelma. Stromatopelma fumigatum được Mary Agard Pocock miêu tả năm 1899.